# Goldgrube (Bad Homburg)
Die Goldgrube bei Bad Homburg vor der Höhe und Oberursel am gleichnamigen Berg war ein Versuchsbergwerk mit drei Stollen und mehreren Schächten, welches wahrscheinlich aus römischer Zeit datiert, eventuell auch keltischen Ursprungs ist.

## Geschichte

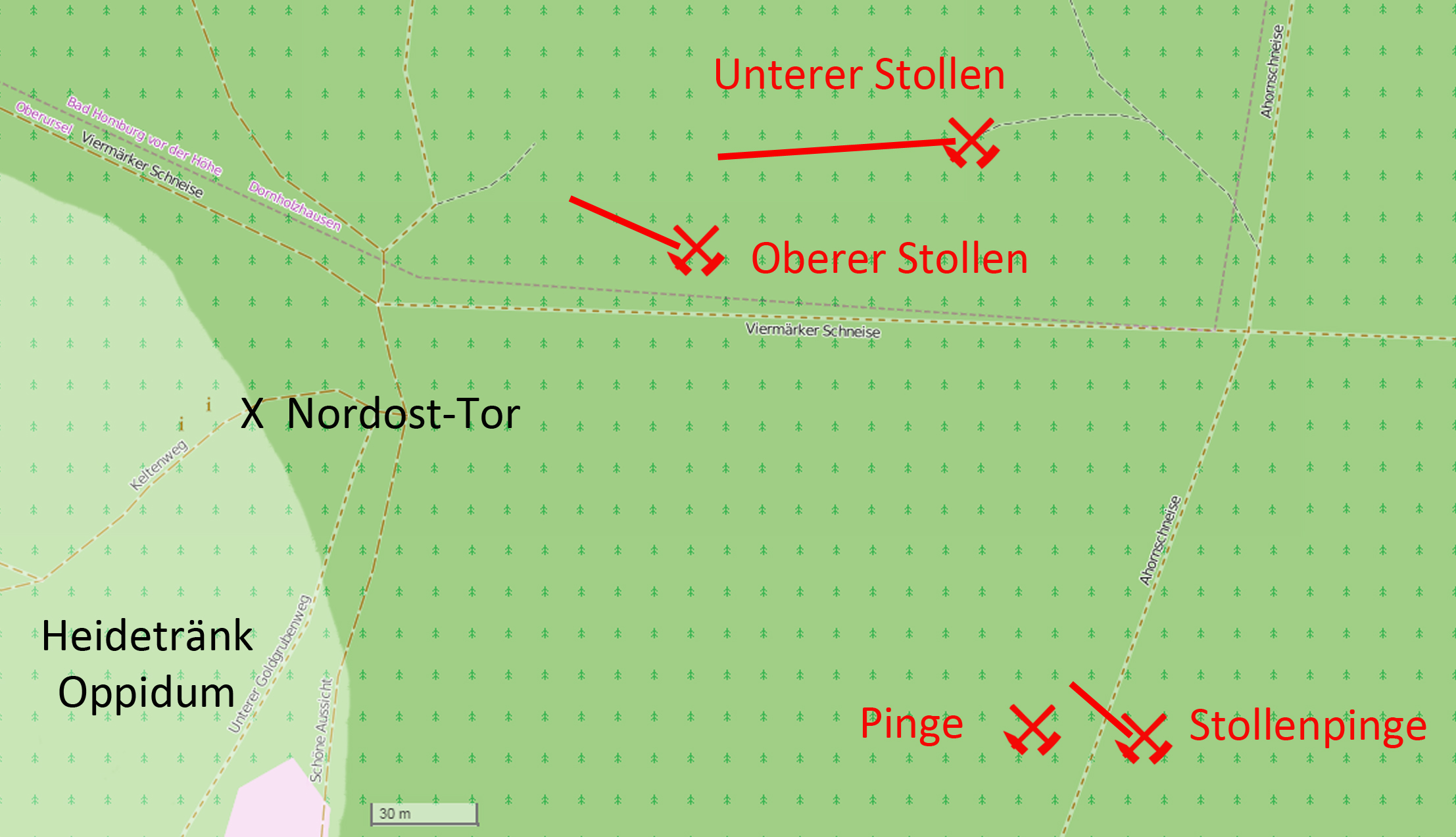
Lageplan Goldgrube

1719 wurden zwei aufgelassene alte Stollen am Fuße des Berges Hangelstein wiederentdeckt, seit dieser Zeit wird der Berg gleichfalls Goldgrube genannt. Aufgefunden wurden der untere und der obere Stollen, der weiter südlich gelegene dritte Stollen war zu dieser Zeit nicht bekannt.
Bereits am 16. Juli 1719 erhielt Freiherr von Creutz durch Landgraf Friedrich III. als Lehen die Verleihung auf Erze und Kohlen und damit alleinige Schürfrechte für das Goldgrubengebiet.
Freiherr von Creutz, eigentlich Johann Christian Würth von Mackau, ab 1727 dann Freiherr von Creutz und Herr zu Würth (1682–1732) war zu jener Zeit graue Eminenz der Adelshäuser, Alchemist und Betrüger, er war der „große und geheime Vertraute“ des an Alchemie stark interessierten Landgrafen Ernst Ludwig von Hessen-Darmstadt, er war zudem ab etwa 1715 engster Berater von Landgraf Friedrich III. in Homburg. Laboratorien und Wohnung hatte er in der Holzhausen Oede vor den Toren Frankfurts. Dieses abgelegene Areal ermöglichte unbeobachtete Experimente, zumal es seit 1663 als Gerberei genutzt worden war und die damit verbundene erhebliche Geruchsbelästigung Neugierige fernhielt. Finanziert wurde dies durch die wohlhabende Frankfurter Patrizierfamilie Holzhausen, insbesondere durch Justinian von Holzhausen, dem auch die Holzhausen Oede gehörte. Bereits 1722 ließ er Pläne für einen prächtigen Neubau – das Holzhausenschlösschen – an gleicher Stelle ausarbeiten. Im Erdgeschoss wurden zwei großzügige Räume mit der Bezeichnung „Chambres pour la Médecine“ vorgesehen, die – getarnt als medizinische Räume – ein umfangreiches und kostspieliges Alchemistenlabor für Freiherr von Creutz enthielten.
Mit ausdrücklicher Duldung des Landgrafen Friedrich III. und auf Betreiben des Freiherrn von Creutz wurde bereits im Jahr 1719 eine Bergwerksgewerkschaft gegründet, die aus folgenden Gewerken bestand:
- Landgraf Friedrich III.
- Landgräfin Elisabetha Dorothea, Friedrich Jacobs Gemahlin (verstorben 1721), ab 1722 Prinzessin Eleonore, Schwester des Landgrafen
- Freiherr von Creutz
- Hofmeister Baron de la Balée
- Kanzleirat Stüber
- Amtsrat Neuhof
- Hofrat Warlitz

Die im Eingangsbereich verschütteten Stollen wurden sogleich aufgewältigt, dabei wurde festgestellt, dass der heute noch offen liegende untere Stollen bereits eine Länge aus alter Zeit von etwa 90 m hatte, die durchschnittliche Höhe von nur 1 bis 1,2 m gestaltete die Arbeit beschwerlich.
Obwohl beide Stollen keinerlei abbauwürdige Erze zeigten, wurde auf Betreiben des Freiherrn von Creutz ein Pochwerk zur Zerkleinerung der Erze errichtet und ein Schmelzer eingestellt, der die Metallgewinnung durchführen sollte. In den folgenden Jahren bis 1722 erteilte der Landgraf dem Freiherrn von Creutz erweiterte Abbaurechte, die sich auf die im Umfeld von Bad Homburg gelegenen Gebiete Platzenberg, Hans-Wagner-Born, Fahrborn, Oberstedten und den Osthang des Feldbergs bezogen.
Spätestens im Februar 1722 waren die Zweifel des Landgrafen an der Unternehmung so stark, dass der Schmelzer beurlaubt und als externer Gutachter der sehr erfahrene Johann Gottfried Schreiter bestellt wurde.
Am 14. Februar 1722 verfasste Schreiter ein Gutachten über die Grube und attestierte, dass keinerlei abbauwürdige Erze vorhanden seien und die enormen Kosten für das weitere Vorantreiben der Stollen und die aufwändige Entwässerung in keinem Verhältnis zu einer vielleicht zu erwartenden Ausbeute stünden. Landgraf Friedrich III. ließ daraufhin alle weiteren Arbeiten stoppen, in einem weiteren Bericht Schreiters vom 9. April 1722 wurden die Tätigkeiten bereits als ruhend bezeichnet, die Grube war aufgelassen worden.
In den nachfolgenden Jahren wurde der Grubenbetrieb dennoch wieder aufgenommen, ein Grubenriss beschreibt eine endgültige Betriebseinstellung um 1739. Mit großen Unterbrechungen wurde der untere Stollen zwischen 1721 und 1739 um 20 m weiter vorangetrieben, er erhielt damit eine Länge von 110 m, Erze wurden keine gefunden.
Die Anfänge der Stollen lassen sich nicht mehr sicher bestimmen, Stollenprofil und Werkzeugeinsatz sprechen für mindestens mittelalterliche Ursprünge.
Die Archäologen Louis Jacobi und Karl August von Cohausen berichten 1879 vom Fund einer Bronzemünze des römischen Kaisers Commodus (161–192 n. Chr.) im Haldenschutt der Goldgrube, zudem identifizieren sie den Weg direkt an der Grube als römisch, was einen Beginn der Bergbautätigkeit spätestens in spätrömischer Zeit wahrscheinlich macht.
In direkter Nachbarschaft zur Goldgrube liegt eine der europaweit bedeutsamsten befestigten Siedlungen aus der Eisenzeit, die keltische Großstadt Heidetränk-Oppidum, die nordöstliche Wallanlage ist nur 150 m von der Goldgrube entfernt, das Nordosttor liegt direkt gegenüber der Grube, ein Zusammenhang mit der Goldgrube ist möglich, aber nicht nachgewiesen.

## Grubengebäude

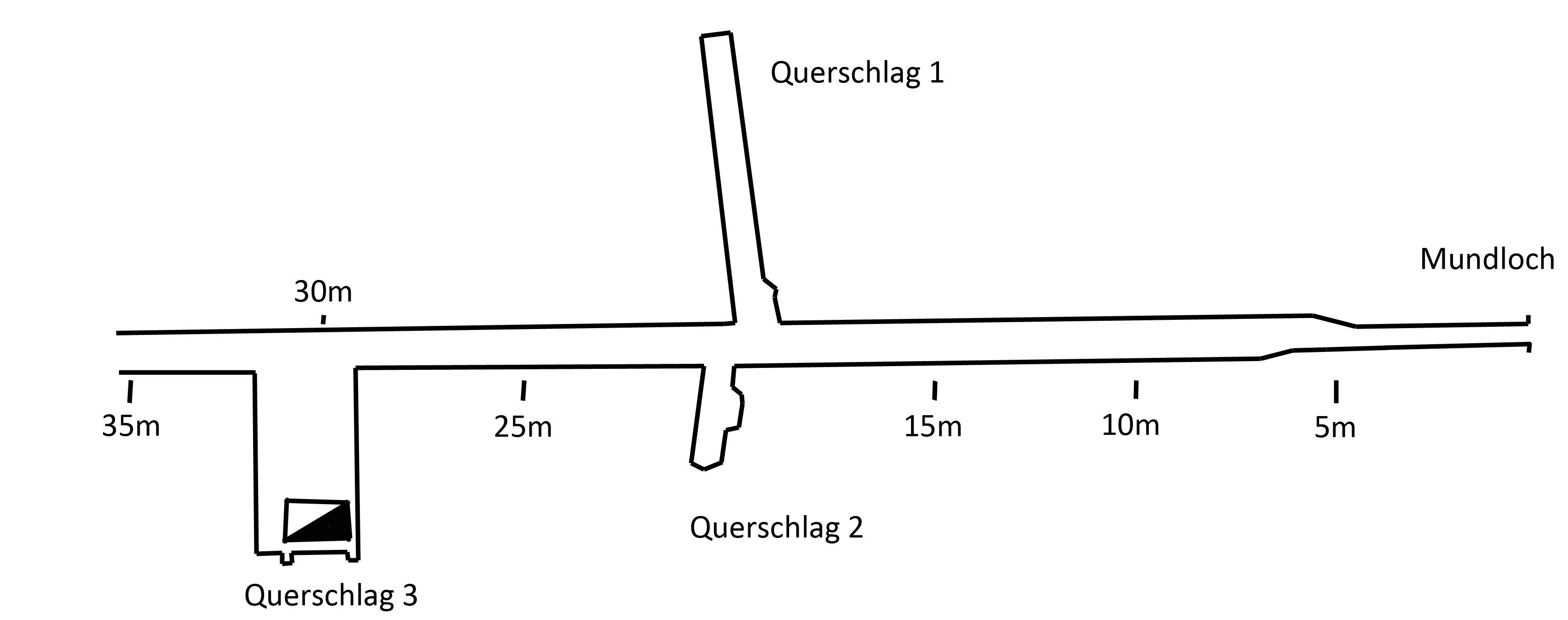
Grundriss Grube Goldgrube, unterer Stollen

Taunusquarzit ist mit einer Härte von 7 (Mohs) ein außerordentlich hartes Gestein und schwerer zu bearbeiten als Granit. Die römischen und mittelalterlichen Bergleute hatten nur Schlägel und Eisen als Werkzeuge, damit erreichten sie eine jährliche Vortriebsleistung von 4–5 m im Stollen. Eine aufgefundene Bohrpfeife belegt den Einsatz von Schießpulver im 18. Jahrhundert. Der Quarzit ist so standfest, dass die Stollen in den vergangenen Jahrhunderten nicht abgestützt werden mussten.
Von den drei Stollen der Goldgrube ist nur der untere Stollen zugänglich, dieser wurde 1985 befahren. Er wurde durch Nachriß des alten, nur maximal 1,20 m hohen Stollenprofils auf 1,70–1,90 m Höhe erweitert, indem die Sohle vertieft wurde. Von den ursprünglich 110 m Länge sind noch 108 m erhalten, da der Ausbau des neuen Mundlochs 1982 Substanz gekostet hat. In 20 m Entfernung vom Mundloch zweigt ein 7 m langer Querschlag nach Norden ab, der ein an der Firste gerundetes Profil von 1,30 m Höhe und 0,70 m Breite hat. Direkt anschließend liegt der zweite Querschlag mit 1,55 m Höhe und 0,65 m Breite, der sich 2,50 m nach Süden erstreckt. 30 m im Berg führt ein dritter Querschlag 4,60 m nach Süden, in dem ein – inzwischen wassergefülltes – 0,90 × 1,50 m messendes Gesenk abgeteuft wurde. Das Stollort bei 108 m Länge hat ein trapezförmiges Profil mit 1,70 m Höhe.
Bei einer späteren Befahrung zeigte sich ein kurzer Querschlag von ca. 1–2 m am Boden des Gesenks.
Das Grubengebäude ist vergittert und dient als Überwinterungsmöglichkeit für Fledermäuse.